# Wąż morski (kryptozoologia)
Ten artykuł dotyczy stworzenia, którego istnienia nie potwierdza współczesna zoologia.
Wąż morski – legendarne zwierzę morskie, przypominające lądowego węża, jeden z głównych obiektów zainteresowania kryptozoologii. Doniesienia o rzekomych obserwacjach węży morskich pochodzą z różnych stron świata i z różnych czasów (stworzenia te miały być widywane przez setki lat). W swojej najnowszej pracy Bruce Champagne ocenia, iż ponad 1200 osób doniosło o swoich obserwacjach. Węże morskie miano widywać z pokładów statków, jak również z wybrzeży. Obserwować je miały zarówno pojedyncze osoby, jak i grupy, pośród których czasem byli także naukowcy. Pomimo wielu doniesień brak fizycznych dowodów na istnienie tych zwierząt. Ich występowanie nie zostało oficjalnie potwierdzone i traktowane jest przez naukę jako jedna z morskich legend.
Najsłynniejsze wizerunki węży morskich to ryciny z prac XVI, XVII i XVIII-wiecznych badaczy, takich jak Olaus Magnus, Erik Pontoppidan i Hans Egede. W ich czasach o istnieniu węży morskich przeświadczeni byli niemal wszyscy, a efektowne ilustracje przedstawiające te stworzenia zdobiły najczęściej morskie mapy. Nauka nie potwierdziła jednak ich istnienia, pomimo tego wiele osób nadal utrzymywało, że zwierzęta te zamieszkują morza i oceany. Szczególnie znane stały się przypadki tzw. węża z Gloucester, czy Caddy. Głośne były także relacje z rzekomych obserwacji węży morskich z pokładów HMS „Deadalus”, HMS „Plumper” czy „Avalanche”. Pierwsza publikacja naukowa poświęcona tym rzekomym stworzeniom została opublikowana przez Anthonida Cornelisa Oudemansa w 1893. Później jego przykładem poszli m.in. Bernard Heuvelmans, Loren Coleman i Patrick Huyghe. Pojawiło się także kilka rzekomych dowodów fotograficznych na istnienie węży morskich. Ich autentyczność została jednak podważona przez specjalistów.

## Najwcześniejsze doniesienia

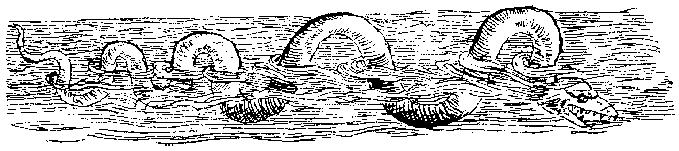
Wąż morski z dzieła Konrada Gesnera Nomenclator aquafilium animantium z 1560

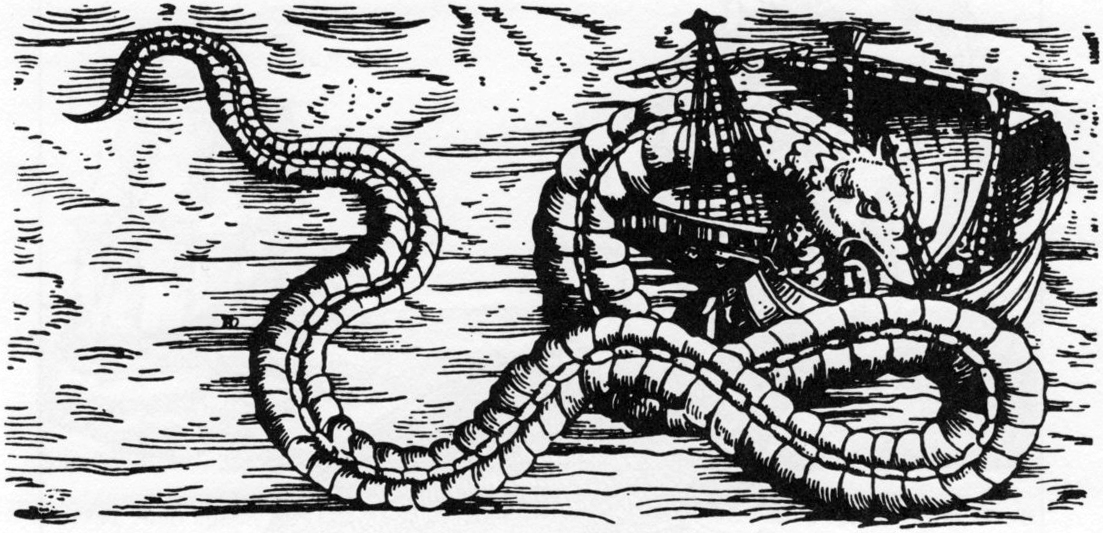
Wąż morski Olausa Magnusa, 1555

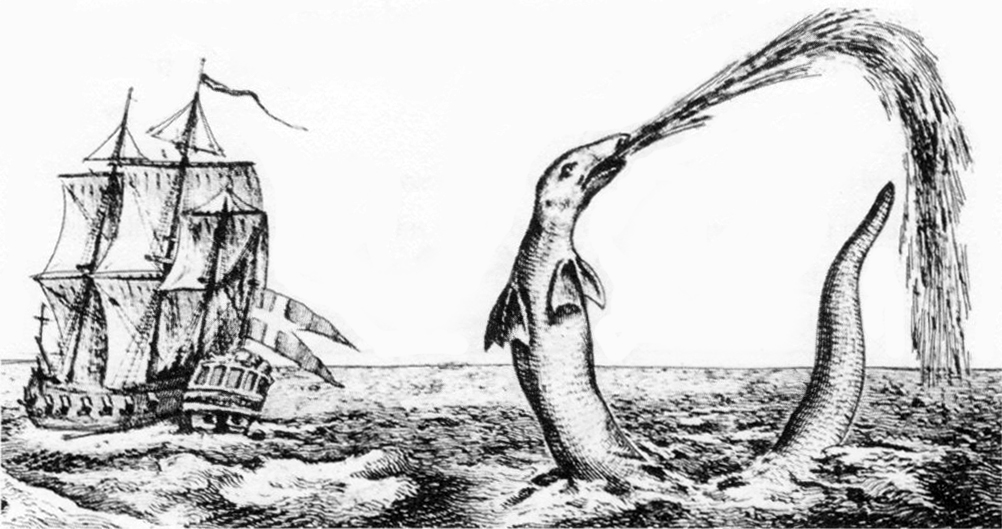
Wąż morski opisany przez Hansa Egede, biskupa Grenlandii, w 1734. Henry Lee stwierdził, iż rozwiązaniem tej zagadki jest wielka kałamarnica

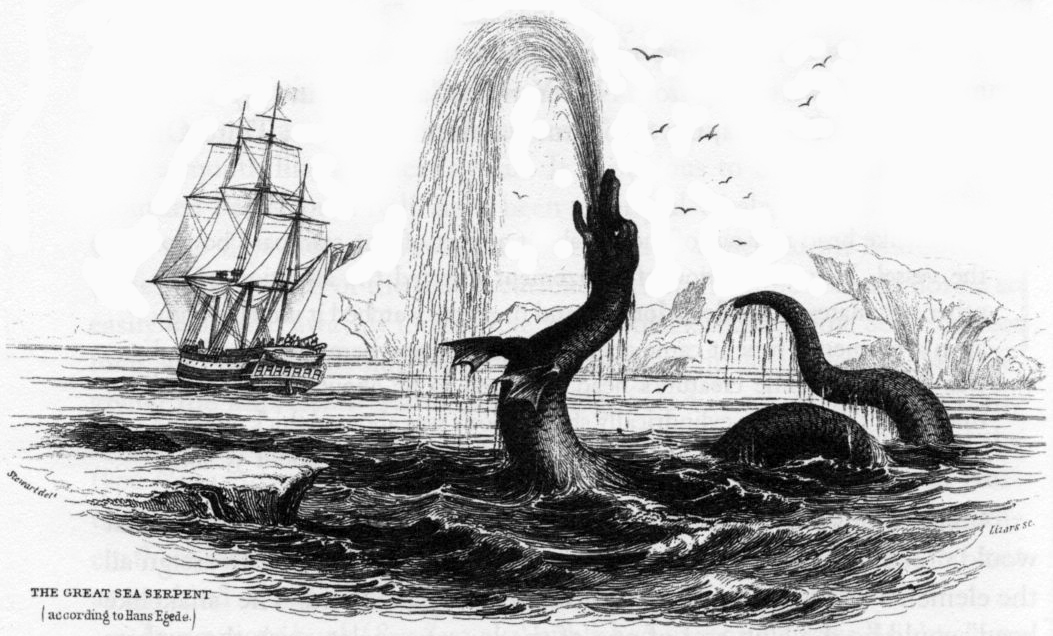
„Wielki wąż morski” Hansa Egede

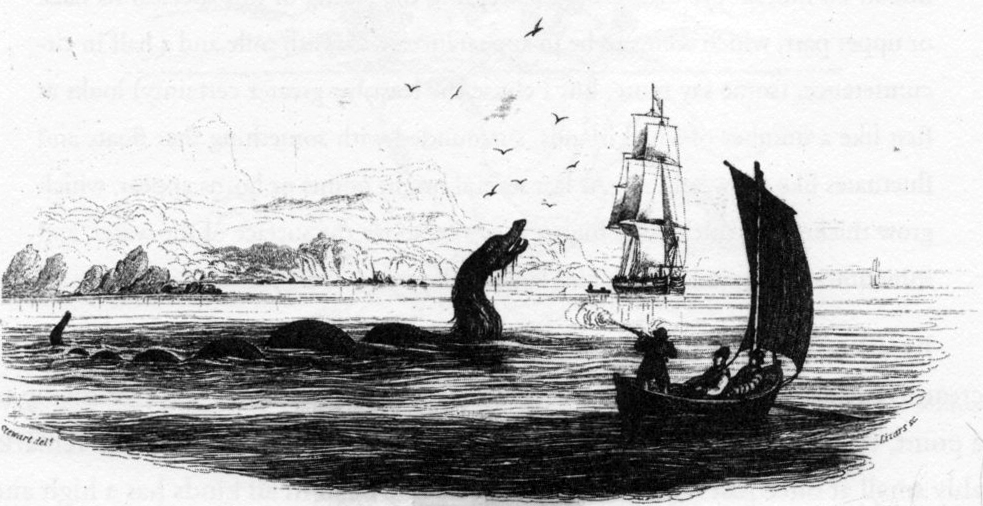
Wąż morski z grzywą z dzieła biskupa Erika Pontoppidana Historia naturalna Norwegii z 1755

W mitologii nordyckiej Jormungand lub Midgårdsorm był wężem morskim, tak długim, że jego ciało okalało cały świat, Midgard. Niektóre morskie opowieści opisywały przypadki, gdy marynarze brali jego grzbiet za szereg wysp. Węże morskie pojawiały się też często w folklorze skandynawskim, zwłaszcza norweskim.

W 1520 katolicki arcybiskup Trondheim Erik Walkendorf napisał do papieża Leona X list, w którym opisał m.in. węże morskie. 

Najmniejsze z nich mają 60 stóp długości i 10 stóp grubości. Kwadratowa głowa jest dłuższa od ciała. Są szare i widywane tylko wtedy gdy powietrze jest czyste, a morze spokojne; są podłymi stworzeniami, które zabijają ludzi.

W dziele XVI-wiecznego szwedzkiego duchownego i pisarza Olausa Magnusa, pt. Carta Marina, pojawiają się informacje o wielu morskich potworach, również o wężach morskich. Co więcej, w swej pracy z 1555, Historia północnych ludów, Magnus zawarł następujący opis norweskiego węża morskiego: 

Ci, którzy żeglują do wybrzeża Norwegii by handlować lub łowić ryby, opowiadają niesamowite historie jak wąż przerażających rozmiarów, 200 stóp długi i 20 stóp szeroki, zamieszkuje szczeliny i jaskinie niedaleko Bergen. W jasne, letnie noce ten wąż opuszcza jaskinie aby zjadać cielęta, jagnięta i świnie lub wypuszcza się na morze i pasie na morskich pokrzywach, krabach i podobnych morskich zwierzętach. Ma długie włosy wiszące z jego szyi, ostre czarne łuski i ogniste czerwone oczy. Atakuje statki, chwyta i połyka ludzi, wznosząc się z wody w górę niczym kolumna.

Luterański misjonarz Hans Egede w swojej książce Det gamle Groenlands nye Perlustration eller Natural Historie z 1746, pisał o wężu morskim: 

...straszny potwór morski... który był widziany w 1734 poza kolonią. Było to ogromne stworzenie: jego głowa była długa na jard i wystawała z wody. Ciało było tak szerokie jak statek i 3-4 razy dłuższe niż szerokie. Miał spiczasty pysk i dmuchał niczym wieloryb. Miał duże szerokie kończyny, a jego ciało wyglądało na pokryte łuskami, a skóra była bardzo twarda. Ogólny kształt był wężowy. Gdy zanurkował, rzucił się z powrotem, a potem wzniósł ogon ponad powierzchnię na długość statku.

Erik Pontoppidan, biskup Bergen spopularyzował opowieści o norweskim wężu morskim w latach 50. XVIII wieku. W dwóch tomach Próby opisania historii naturalnej Norwegii, zawarł wiele opisów tego legendarnego zwierzęcia. Dane miał otrzymać bezpośrednio od rybaków i kupców – ludzi, którzy rzekomo widzieli stworzenie na własne oczy. Pontoppidan opisuje w jednym z rozdziałów węża morskiego, którego nazywa serpens marinus lub Aale-tust: 

Byłem pośród tych, którzy wątpili w realność i istnienie węża morskiego, ale w końcu moje wątpliwości zostały rozwiane przez solidne dowody. (...) Setki naszych najlepszych żeglarzy i rybaków na własne oczy widziało węża morskiego. Spotkałem wielu ludzi z naszych fiordów na północy, byli oni zdolni do odpowiedzenia na moje pytania, a ich opisy zwierzęcia były takie same. (...) Muszę zapewnić o prawdziwości istnienia tego węża, zanim zacznę go opisywać. To morskie stworzenie przebywa w głębinie, z wyjątkiem lipca i sierpnia, które są czasem jego zabaw. Wynurza się gdy morze jest śmiertelnie spokojne, ale zanurza się gdy tylko najmniejsze poruszenie pojawi się na powierzchni.

 Pontopiddan opisał szereg spotkań z rzekomym wężem morskim. W 1745, na północ od Bergen pewien rybak miał zauważyć długie zwierzę, które płynęło blisko jego łódki. Stworzenie miało głowę podobną do foczej i cienkie ciało długości łodzi. Inna relacja pochodzi z ok. 1750. Inny rybak miał wówczas rzekomo obserwować potwora z tak małej odległości, że mógł dotknąć zwierzęcia. Pontoppidan snuł także przypuszczenia, iż węże morskie być może wcale nie są spokrewnione z wężami lądowymi. Jego zdaniem stworzenia te mogły być przedstawicielami zupełnie innych rodzajów czy gatunków.

Inny duchowny, Knut Leem, zajmujący się językiem lapońskim, w swojej książce z 1767 pod tytułem Opis ludów samijskich Finnmark zapisał: 

Wąż morski znany z południowych wybrzeży, widywany jest także w Finnmark, straszny morski potwór, jak kraken. Ma około 240 stóp długości, czarne oczy i głowę wielkości wielorybiej, ale kształtu jak u węża. Jego szyja jest węższa niż ciało i ma długie jasnozielone włosy zwisające z obu stron karku, podobnie jak grzywa u konia. Grzbiet jest również jasnozielony, ale brzuch jest raczej białawy. Jest często widywany podczas spokojnej pogody, jego spiralne ciało częściowo unosi się ponad wodę, częściowo jest w niej ukryte. Ludzie boją się tego okropnego morskiego stwora i trzymają się od niego z daleka, jeśli tylko jest to możliwe.

## Późniejsze czasy i współczesne przypadki

### Wąż z Gloucester

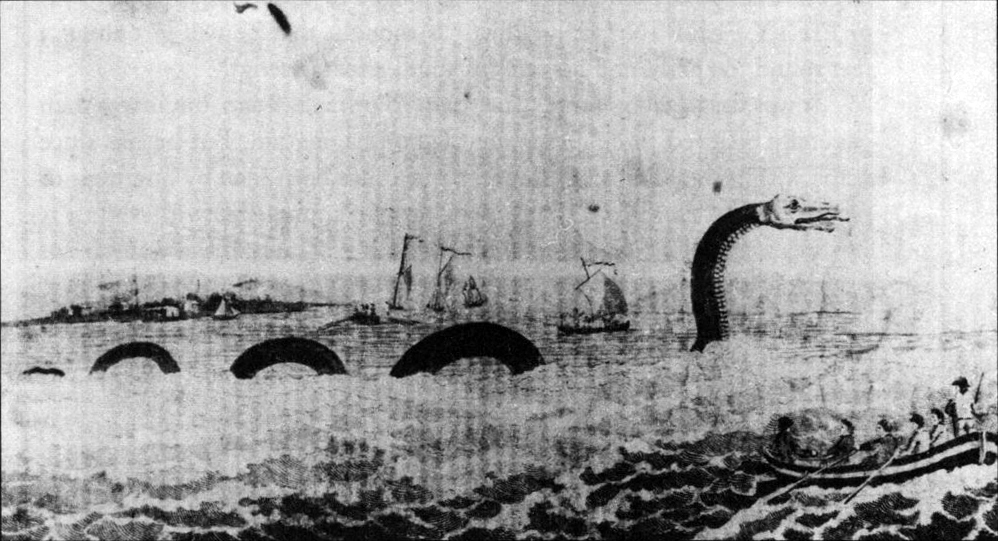
Pierwszy amerykański wąż morski, z okolic przylądka Ann, Massachusetts, w 1639

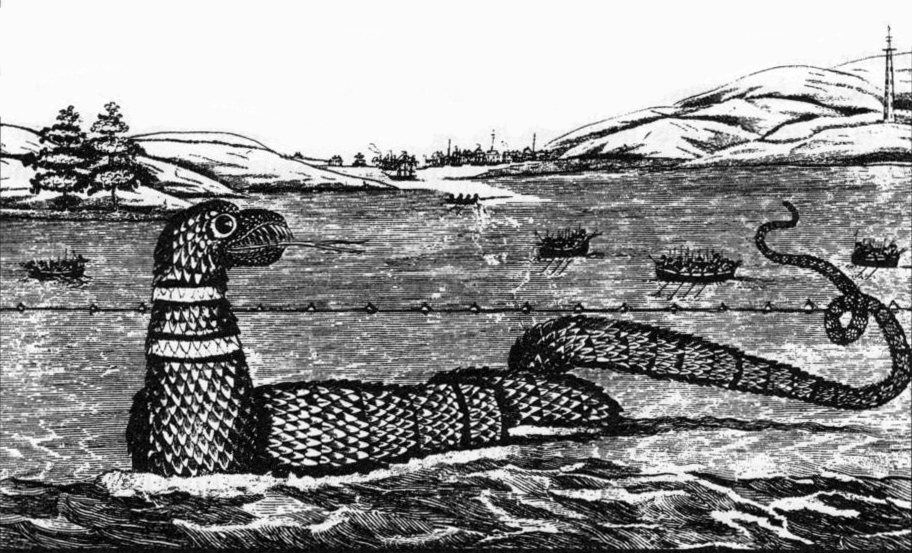
Wąż morski z Gloucester z 1817

Jednym z najbardziej znanych rzekomych węży morskich jest tzw. wąż z Gloucester. Ma się on pojawiać w atlantyckiej zatoce Gloucester, na północ od Bostonu i u wybrzeży Nowej Anglii. Pierwsze relacje ze spotkań z tym zwierzęciem pochodzą z XVII wieku. W 1641 Obadiah Turner opisał takie stworzenie. Zgodnie z jego relacją, świadkowie mieli widzieć najwspanialszego węża niedaleko Lynn w Massachusetts. Rzekomy potwór miał ok. 27 metrów długości.
Pierwsza wzmianka o wężu morskim, która ukazała się w wydawnictwie drukowanym, pochodzi z dzieła Johna Josselyna pod tytułem Relacja z dwóch podróży do Anglii z 1674, w którym opisał on rozmowy z mieszkańcami miejscowości wchodzących w skład kolonii nad zatoką Massachusetts. Wspominali oni o stworzeniu wylegującym się na skale na przylądku Ann.

W 1779, podczas wojny o niepodległość Stanów Zjednoczonych, załoga amerykańskiego statku „Protector” miała natknąć się na węża morskiego, którego ostrzelała. Według relacji, zwierzę uciekło bez widocznych obrażeń. Z 1780 pochodzi natomiast inna relacja – kapitan fregaty „Boston”, George Little, miał napotkać w zatoce Broad, u wybrzeży Maine, dziwne zwierzę. Opisywał on spotkanie w następujący sposób: 

O świcie odkryłem dużego węża, albo potwora, wypływającego z zatoki, na powierzchni wody. (...) Udałem się do łodzi i ruszyłem za wężem. Gdy byłem od niego oddalony o sto stóp, marynarze otrzymali rozkaz oddania do niego strzału, jednak zanim byli gotowi to uczynić, wąż zanurkował. Miał nie więcej niż 45-50 stóp długości; najszersza średnica jego ciała, sądzę, że było to 15 cali; jego głowa niemal rozmiarów ludzkiej, trzymał ją 4 do 5 stóp ponad wodą. Przypominał pospolitego czarnego węża.

W sierpniu 1817 dwóch mężczyzn doniosło o spotkaniu z wężem morskim. Z niemal tego samego okresu pochodzi relacja żony Amosa Story'ego, która kilka dni później obserwowała przez lunetę obiekt, który wzięła za unoszący się na powierzchni wody pień drzewa. Kiedy kilka chwil później kobieta ponownie spojrzała w jego kierunku, rzekomego pnia już nie było. W tym samym czasie Mary Row miała dostrzec potwora o długości aż ok. 100 metrów i głowie przypominającej końską. Tego samego dnia sam Story ujrzał rzekomego węża morskiego: 

Jego głowa wydawała się być bardzo podobnego kształtu jak żółwia morskiego, unosił ją dziesięć-dwadzieścia cali ponad powierzchnię wody. Jego głowa z tej odległości wydawała się większa od głowy jakiegokolwiek psa, którego kiedykolwiek widziałem. Od tyłu głowy do następnej części ciała, która była widoczna, oceniam na trzy lub cztery stopy długości. Poruszał się bardzo szybko w wodzie, powiedziałbym milę lub dwie, najwięcej, w trzy minuty.

W tym samym roku, 12 sierpnia, marynarz Solomon Allen III również miał ujrzeć dziwne zwierzę. Według jego relacji, wąż morski miał głowę podobną do grzechotnika, ale tej samej wielkości co końska. Allen stwierdził, że stwór poruszał się w chaotyczny sposób, raz wijąc się na powierzchni wody, raz płynąc prosto. Dwa dni później inny marynarz Matthew Gaffney miał postrzelić węża morskiego. Zgodnie z jego relacją, wycelował w głowę zwierzęcia, które zranione zaczęło płynąć w kierunku statku. Jednak tuż przed burtą łodzi stwór zanurkował i wyłonił się ponownie w dużej odległości od jednostki. Gaffney wspomniał, że ciało węża morskiego przypominało mu gąsienicę, ponieważ podzielone było na coś w rodzaju beczkowatych segmentów.
Sprawa węża z Gloucester stała się tak głośna, że w 1817 postanowiło zająć się nią Towarzystwo Linnejskie z Londynu, którego domeną była taksonomia nowo odkrywanych gatunków. 18 sierpnia zwierzęciu nadano łacińską nazwę Scolophius atlanticus. Podstawą do tego było odnalezienie lądowego zdeformowanego węża, którego członkowie Towarzystwa uznali za młodocianą formę wielkiego morskiego zwierzęcia. Gdy prawdziwa natura tego znaleziska wyszła na jaw, badacze stali się przedmiotem powszechnych żartów. William Crafts napisał nawet sztukę zatytułowaną The Sea Serpent; or, Gloucester Hoax: a Dramatic jeu d’esprit in Three Acts (Wąż morski lub oszustwo z Gloucester; dramatyczne jeu d’esprit w trzech aktach). Dla wielu wydarzenia te stały się dowodem, iż cała sprawa węża z Gloucester była niczym więcej jak zwykłym oszustwem. Wciąż jednak pojawiały się nowe doniesienia o spotkaniach z rzekomym potworem. Wkrótce potem, 14 sierpnia 1819 Samuel Cabot miał zobaczyć u północno-wschodnich wybrzeży Massachusetts zwierzę o długości ok. 24 metrów o głowie przypominającej łeb węża.
W 1912 gazeta Gloucester Daily Times doniosła w artykule pt. Nie ma już węża morskiego o zabiciu legendarnego zwierzęcia. Potwór miał zaplątać się w sieci bostońskiego parowca rybackiego „Philomena”. Po ich zniszczeniu, zwierzę miało następnie zaatakować statek. Zgodnie z prasową relacją, marynarze z „Philomeny”, a także dwóch innych jednostek ich wspomagających, „Victora” i „Ethel”, po dwóch godzinach zmagań, zabili węża morskiego. Jego ciało, długości 15-20 metrów, miało utonąć w morskich odmętach.
Z 12 czerwca 1912 pochodzi inny artykuł z Gloucester Times, pt. Widziano węża morskiego niedaleko Thatchers, w którym opisywana jest historia obserwacji węża morskiego przez załogę statku „Flora”, dowodzonego przez kapitana George Brooksa. Marynarze mieli widzieć tylko część cielska potwora, długą na ok. 7,5 metra.
Z XIX wieku pochodzi bardzo wiele relacji z rzekomych spotkań z wężem z Gloucester. Przykładowo w 1817 pojawiło się 18 doniesień o rzekomych obserwacjach, w 1839 – 12, w 1875 – 9, a w 1886 – 13. W ciągu stu lat naliczono ok. 190 relacji. W XX wieku stały się one wyraźnie rzadsze – 56, większość z nich miała miejsce przed 1950.
Jedna z ostatnich relacji pochodzi z 4 maja 1997, kiedy to dwóch rybaków, Charles Bungay i C. Clarke łowiło ryby w zatoce Fortune Bay, położonej na południowym wybrzeżu Nowej Fundlandii. W pewnym momencie ujrzeli oni coś, co wzięli za torby z odpadkami, unoszące się na powierzchni wody. Zdecydowali się wciągnąć je na pokład, gdy nagle zobaczyli, że było to żywe zwierzę, które uniosło głowę i patrzyło się na obu mężczyzn. Długość szyi rzekomego zwierzęcia ocenili na prawie dwa metry. Głowa przypominała im końską. Zgodnie z relacją obu rybaków, stworzenie spojrzało na nich i zanurzyło się pod wodę.
Brak większej ilości wiarygodnych relacji ze spotkań z rzekomym zwierzęciem z ostatnich 20 lat. Zwolennicy jego istnienia twierdzą, że wąż morski z Gloucester najprawdopodobniej wymarł lub przeniósł się w inne miejsce.

### Caddy

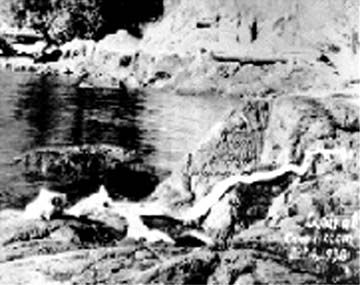
Padlina z Fircom z 1936

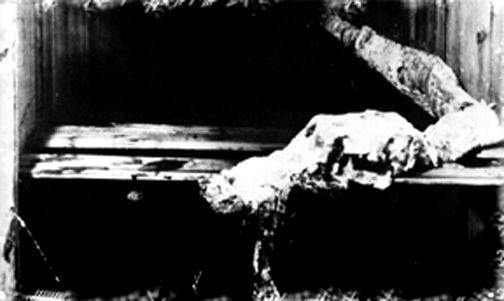
Tzw. padlina z Effingham, szczątki wyrzucone przez morze w 1947

Innym znanym przypadkiem rzekomego węża morskiego jest Caddy, stworzenie mające pojawiać się w kanadyjskiej zatoce Cadboro (stąd nazwa, proponowana jest także łacińska nazwa Cadborosaurus willsi) w Kolumbii Brytyjskiej. Opisywany jest zazwyczaj jako wydłużone zwierzę z płetwami i włosiem na grzbiecie. Charakterystyczną cechą Caddy ma być głowa podobna do wielbłądziej. Długość zwierzęcia rzekomi świadkowie oceniają zazwyczaj na 12-20 metrów. Według Edwarda Bousfielda i Paula LeBlonda, w latach 1881-1994 zanotowano 178 obserwacji tego rzekomego węża morskiego. Uwagę kryptozoologów zwraca częstotliwość spotkań z Caddy oraz precyzja i koherentność doniesień o obserwacji tego zwierzęcia. W wielu przypadkach to samo stworzenie miało widzieć kilka lub nawet kilkanaście osób. Z 26 października 1895 pochodzi relacja ze spotkania w zatoce Bellingham, gdzie Caddy miała być widziana przez 17 osób naraz. Jedna z obserwacji miała rzekomo miejsce w 1933, kiedy to dwie osoby miały zobaczyć z pokładu ich jachtu strasznego potwora z głową wielbłąda. W 1934 spostrzegło go dwóch członków rządu prowincjonalnego, w tym samym roku dwóch rybaków miało zobaczyć dwa potwory o długości 20 metrów.
Kilkakrotnie znajdowano nawet ciała mające być pozostałością po Caddy. W październiku 1937 w Vancouver w żołądku zabitego kaszalota odnaleziono sześciometrowe ciało nieznanego zwierzęcia. Miało ono podłużny kształt, głowę podobną do końskiej i ogon z płetwą. Wykonano zdjęcie tej padliny, jednak nie wiadomo co się z nią później stało. Żaden z naukowców do dziś nie potrafi zidentyfikować szczątków widocznych na fotografii. Podobne przypadki miały miejsce także w 1936 (tzw. padlina z Fircom) i w 1947 (padlina z Effingham, obecnie uznawana za szczątki rekina długoszpara).

W 1939 kapitan Paul Sowerby miał spotkać na morzu Caddy: 

Płynęliśmy na północ, i, jakieś trzydzieści mil od brzegu, zobaczyliśmy tę rzecz wystającą jakieś cztery stopy z wody. Podpłynąłem więc do tego czegoś i spojrzałem na to. Początkowo wyglądało to jak niedźwiedź polarny z tymi zmierzwionymi włosami. Gdy mieliśmy to coś z prawej – a woda była czysta niczym kryształ – wyglądało jak kolumna zanurzająca się na przynajmniej czterdzieści stóp i wielkie oczy. Miałem starego Nowofundlandczyka jako mata, który powiedział „Czy widzisz te wielkie oczy?” Nie zauważyłem pyska i nosa, tylko te wielkie oczy.

Większość obserwacji Caddy jest stosunkowo dobrze udokumentowana. Np. 13 lutego 1953 miało zobaczyć go dziesięć osób, z różnych stron, a ich relacje nie były ze sobą sprzeczne. W latach 80. XX wieku liczba doniesień zmniejszyła się, ale Caddy jest rzekomo widywana do dziś.  W latach 80. i 90. XX wieku oceanograf z Uniwersytetu Kolumbii Brytyjskiej Paul LeBlond oraz biolog morski z Królewskiego Muzeum Kolumbii Brytyjskiej Edward Bousfield przeprowadzili badania nad tym fenomenem. Jak stwierdzili, Caddy musi być niesklasyfikowanym dotąd morskim stworzeniem.

## Rzekome spotkania na morzu

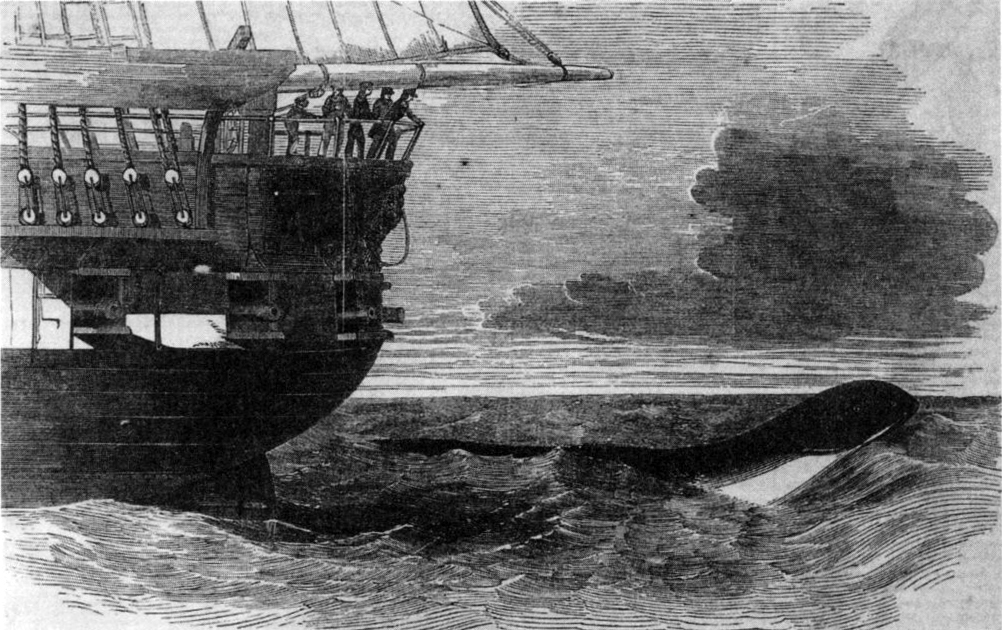
Marynarze z HMS „Daedalus” obserwujący węża morskiego w 1848

Poza amerykańskimi wybrzeżami Oceanu Atlantyckiego, węże morskie były rzekomo obserwowane w wielu innych miejscach. Relacje ze spotkań z tymi zwierzętami różnią się od rzekomych obserwacji innych nieznanych zwierząt nie tylko dużą ilością takich doniesień, ale również faktem, że wiele z nich zostało przeprowadzone przez kilka osób jednocześnie przez długi czas. Zamiast jednego lub kilku świadków utrzymujących, że widzieli zwierzę przez moment, niektóre z obserwacji to relacje dziesiątek osób, które twierdziły, że obserwowały węże morskie przez nawet kilka godzin. W wielu przypadkach są one bardzo dobrze udokumentowane i zostały uznane za coś więcej, niż tylko zwykłe morskie legendy. Większość z nich miała jednak miejsce w czasach, gdy wykonanie jakiejkolwiek fotograficznej dokumentacji było trudne lub zgoła niemożliwe.

### HMS „Daedalus”
6 sierpnia 1848 fregata HMS „Daedalus” znajdowała się w drodze do Wyspy Św. Heleny. Niedaleko Przylądka Dobrej Nadziei kapitan Peter McQuahe i członkowie załogi okrętu mieli zobaczyć ogromnego węża morskiego. Zgodnie z ich relacją, stworzenie płynęło równolegle do statku, z głową uniesioną na cztery stopy ponad powierzchnię wody. Marynarze ocenili, że pod nią kryło się ciało stworzenia o długości około 20 metrów. Wąż morski miał płynąć tak blisko „Daedalusa”, że świadkowie mogli mu się dokładnie przyjrzeć. Opisywali go jako zwierzę koloru brązowego na grzbiecie, ale o gardle i brzuchu żółtawo-białym. Towarzyszyło ono jednostce przez ok. 20 minut. Marynarze twierdzili także, iż zauważyli na grzbiecie węża coś na kształt grzywy. Opisali jego głowę jako bardziej przypominającą gadzią niż rybią, czy też należącą do ssaka. Cała sprawa była bardzo głośna w połowie XIX wieku. Zainteresował się nią nawet londyński Times, który poświęcił wydarzeniu pokaźny artykuł.
W tym samym czasie sprawą zajął się również biolog sir Richard Owen, który stwierdził, że członkowie załogi „Daedalusa” nie widzieli nieznanego nauce zwierzęcia, ale po prostu na swojej drodze napotkali słonia morskiego. Owen zauważył, że relacje osób bez wykształcenia zoologicznego są bezużyteczne. Jego zdaniem, marynarze nie widzieli nigdy ogromnego słonia morskiego płynącego po otwartym morzu, stąd wzięli go za nieznane stworzenie. Owen ocenił wiarygodność doniesień o wężach morskich na równi z relacjami ze spotkań z duchami. Jego artykuł opublikował Times, a po pewnym czasie na tych samych łamach odpowiedział mu McQuahe, podtrzymując swój poprzedni opis węża morskiego i zaprzeczając jakoby miał to być słoń morski, złudzenie optyczne, iluzja itd.

### HMS „Plumper”

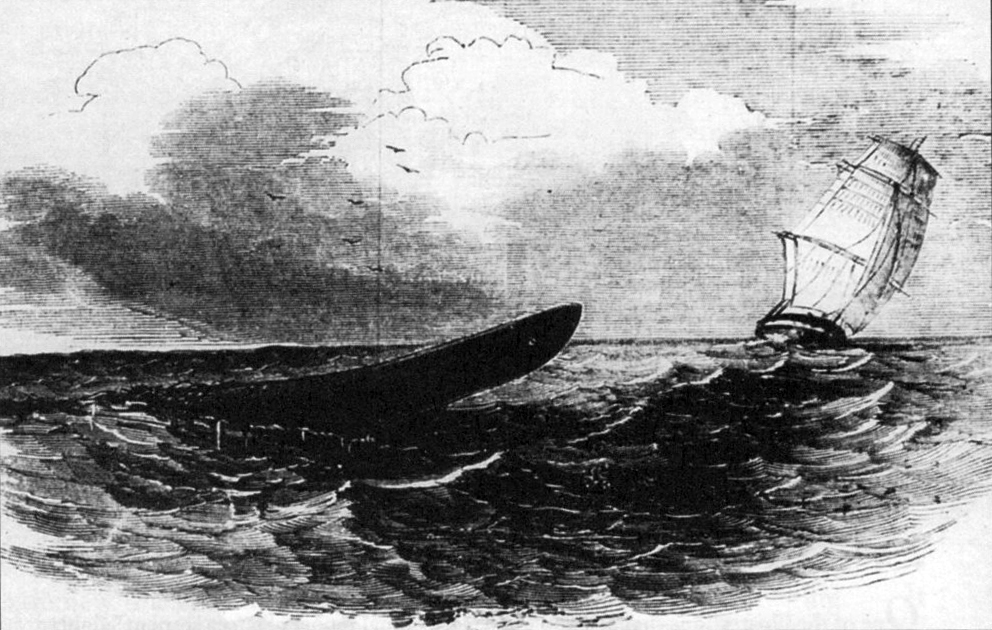
„Długie, czarne stworzenie” widziane rzekomo przez załogę HMS „Plumper” niedaleko portugalskiego wybrzeża w 1848

Inny przypadek rzekomego spotkania z wężem morskim opisany został w Illustrated London News z 10 kwietnia 1849. Przedstawiał on wydarzenia, jakie miały miejsce rzekomo rok wcześniej na północnym Atlantyku, kiedy to okręt HMS „Plumper” miał napotkać na swym kursie potwora morskiego przypominającego węża. Oficer marynarki opisywał rzekome zwierzę w następujący sposób: 

Będąc na zachód od Oporto (Portugalia), zobaczyłem długie, czarne stworzenie z ostro zakończoną głową, poruszające się powoli. Myślę, że około dwóch węzłów, w kierunku północno-zachodnim, w tym czasie była lekka świeża bryza. Nie mogłem ustalić jego dokładnej długości, ale jego grzbiet wystawał na około dwadzieścia stóp ponad powierzchnię wody, a jego głowa, na ile mogę to ocenić, od sześciu do ośmiu...

 Richard Ellis, autor książki The Search for the Giant Squid (Poszukiwania wielkiej kałamarnicy) stwierdził, że jego zdaniem marynarze HMS „Plumper” napotkali ogromną kałamarnicę. Wskazuje m.in. na brak opisu pyska i oczu zwierzęcia, jak również dziwaczny kształt na ilustracji z Illustrated London News.

### „Avalanche”
Gazeta Courrier d’Häiphong z 5 marca 1898 opisuje wydarzenia, które miały miejsce rzekomo w lipcu 1897 Francuska kanonierka „Avalanche” patrolowała wówczas zatokę Hạ Long, znajdującą się w Indochinach, ówczesnej francuskiej kolonii. Jednostka, dowodzona przez kapitana Lagrésille’a, miała wówczas natknąć się na dwa węże morskie, mające małe głowy, ok. 20 metrów długości i 2-3 metry grubości. Marynarze zauważyli, że oba stworzenia poruszały się w wodzie, wyginając swe ciała w płaszczyźnie pionowej (jak morskie ssaki), a nie poziomej (jak gady). Rzekome węże morskie oddalone były od okrętu na ok. 600 m, ale pomimo tego kapitan postanowił na nie zapolować. Wydał więc rozkaz strzelania do dziwnych stworzeń. Strzelcy pokładowi chybili jednak i zwierzęta znikły pod powierzchnią wody, sycząc głośno i pozostawiając po na powierzchni spiętrzenie wody na kształt kipieli morskiej. Nie była to jedyna obserwacja, o jakiej doniosła załoga „Avalanche”. 15 lutego 1898 na wodach zatoki Vinh Bái Tử Long okręt ponownie miał napotkać na dwa węże morskie. Kapitan jednostki skierował statek wprost na zwierzęta, do których oddano dwa strzały z odległości 300-400 metrów. Jeden ze stworów zanurkował pod wodę, a drugi rzekomo ścigany był przez okręt przez dwie i pół godziny. 

Ma ono mniej więcej 30 m długości, ciemną i gładką skórę, czarne płetwy, a każde jego wynurzenie poprzedza rozpryskujący się strumień wody spowodowany gwałtownym oddychaniem. Kiedy się zanurza, można podążać jego śladem dzięki wirom wody o średnicy 4-5 m, powstającym pod wpływem pionowych ruchów falistych. Głowa stworzenia przypomina głowę foki, ale jest dwa razy większa, a wzdłuż grzbietu ciągną się narośla w kształcie zębów piły.

26 lutego kapitan Lagrésille gościł na pokładzie swojego statku dowódcę pancernika „Bayard”, Joanneta i dziewięciu oficerów z tej jednostki. Gdy opowiedział zebranym o niezwykłych wydarzeniach sprzed dwóch tygodni, został wyśmiany. W tym samym czasie kanonierka ponownie przepływała przez Vinh Bái Tử Long i dziwne zwierzęta miały pojawić się raz jeszcze. „Avalanche” rzekomo ponownie ścigało węża morskiego, tym razem przez ponad 35 minut. Zebrani na pokładzie oficerowie mieli oglądać potwora z pokładu, z odległości ok. 200 metrów. Dwóch z nich miało przy sobie aparaty fotograficzne, jednak nie udało im się przygotować sprzętu przed zniknięciem zwierzęcia.

### „Valhalla”
Inna obserwacja miała rzekomo miejsce w 1905 u wybrzeży Brazylii. 7 grudnia około godziny 10:15 oceanograficzny jacht „Valhalla” miał natknąć się na dziwne zwierzę. Na pokładzie znajdowali się dwaj naukowcy, Michael J. Nicoll i E. G. B. Meade-Waldo, od których pochodzi relacja o zetknięciu z morskim stworzeniem. Zgodnie z ich opowieścią, z wody wyłoniła się płetwa grzbietowa o długości ok. 2 metrów, która wystawała na dwie stopy ponad powierzchnię. W pewnym momencie z wody wynurzyła się także szyja dużego zwierzęcia. Była ona rzekomo grubości ludzkiego ciała, zakończona głową przypominającą żółwią. Stworzenie poruszało nią na boki, w bardzo specyficzny sposób. Na podstawie tej relacji kryptozoolog Bernard Heuvelmans stwierdził, iż jacht zetknął się najprawdopodobniej z jakimś nieznanym nauce morskim ssakiem. Inne wyjaśnienie mówiło o wielkiej kałamarnicy, ale słabym punktem takiego wyjaśnienia jest fakt, że te wielkie mięczaki nie pływają z płetwą bądź mackami wynurzonymi ponad powierzchnię wody.
Trzy dni po rzekomym spotkaniu członków załogi „Valhalli” z wężem morskim, na podobne stworzenie miał natknąć się statek handlowy „Happy Warrior”. Zwierzę opisane zostało jako kilka razy dłuższe od jednostki i mające długą szyję. Miało również poruszać się z szybkością około 6 węzłów. „Happy Warior” miał spotkać potwora niecałe 80 mil od miejsca rzekomej obserwacji stworzenia przez naukowców z „Valhalli”.

### Inne przypadki
W 1876 w cieśninie Malakka brytyjski parowiec „Nestor” spotkał rzekomo dziwne zwierzę o oszałamiającej długości ok. 65 metrów. 3/4 z tej długości miał stanowić ogon węża morskiego. Doniesienie o podobnym stworze pochodzi z 30 grudnia 1947, kiedy to płynący niedaleko wybrzeży Północnej Karoliny statek pasażerski „Santa Clara” miał wpłynąć na węgorzowate zwierzę. W wyniku tej kolizji 15-metrowe stworzenie zginęło. W 1969 natomiast, pływający pod francuską banderą statek handlowy „Saint-François-Xavier”, zabił rzekomo śrubą napędową wielkie zwierzę o długim pierścieniowatym ciele. Stwór miał na grzbiecie sporych rozmiarów płetwę.

## Dowody fotograficzne
Kilku rzekomym obserwatorom węży morskich udało się wykonać mniej lub bardziej wyraźne zdjęcia mające przedstawiać te zwierzęta.
12 września 1964 Robert Le Serrec miał spotkać węża morskiego przypominającego gigantyczną kijankę w płytkich wodach zatoki Stonehaven, znajdującej się na wyspie Hook u wybrzeży australijskiego stanu Queensland. Zgodnie z jego relacją, razem z rodziną i przyjacielem Henkiem de Jongiem płynął niewielką łodzią, gdy żona Le Serreca dostrzegła ciemny obiekt pod powierzchnią wody. Gdy podpłynęli bliżej, mieli rzekomo przekonać się, iż jest to duże zwierzę, przypominające wielką kijankę z długim, cienkim ogonem. Według tej relacji, zwierzę nie poruszało się, prawdopodobnie z powodu podłużnej rany na grzbiecie. Le Serrec posiadał aparat i kamerę filmową. Wykonał więc zdjęcia potwora, który w pewnym momencie zaczął się poruszać i odpłynął, wyginając w sposób charakterystyczny dla ryb i gadów – w płaszczyźnie poziomej. Według świadków zwierzę było ciemnego koloru, miało sporych rozmiarów głowę z dobrze widocznymi oczami i szerokim pyskiem. Mierzyło ok. 25 metrów długości. Zdjęcie Le Serreca uważane jest powszechnie za oszustwo. Badający je specjaliści uznali, że umiejscowienie oczu zwierzęcia jest anatomicznie niemożliwe. Również film przez niego wykonany oceniony został jako mało wiarygodny, bardzo niewyraźny i zamazany. Dodatkowo, wiarygodność osoby samego Le Serreca jest bardzo niska. W 1959 miał on oferować pieniądze szeregowi osób w zamian za wspólne ukartowanie rzekomej obserwacji węża morskiego.

Inne fotografie przedstawiające rzekomo wielkie nieznane nauce zwierzę morskie, dotyczy tzw. morgawra (w języku kornijskim morskiego giganta), który ma pojawiać się w zatoce Falmouth w Kornwalii. W lutym 1976 do redakcji czasopisma Falmouth Packet przyszedł list podpisany „Mary F.”, do którego dołączone były dwie fotografie mające przedstawiać rzekomego morgawra. W liście zawarto opis zwierzęcia: 

wyglądało jak słoń unoszący swoją trąbę, ale trąba była długą szyją z małą głową na końcu, taką jak u węża. Miało garby na grzbiecie, który poruszał się w śmieszny sposób... zwierzę przestraszyło mnie. Nie chciałabym przyjrzeć mu się bliżej. Nie podobał mi się sposób, w jaki pływało.

 Nigdy nie odkryto kim była tajemnicza „Mary F.”, ani nie udało się przebadać negatywów zdjęć rzekomego potwora. Pomimo tego parze badaczy tajemniczych zjawisk, Janet i Colinowi Bord udało się przeanalizować kopie fotografii. Stwierdzili, iż „wydaje się, iż te fotografie są oryginalne”.

## Dowody filmowe
Z 31 maja 1982 pochodzi nagranie video, które ma przedstawiać węża morskiego. Na filmie znajduje się podłużny obiekt o długości 10-17 metrów i średnicy ok. 30 cm. Miał on zostać sfilmowany w zatoce Chesapeake (brzegi stanów Wirginia i Maryland). W sierpniu 1982 nagranie przeanalizowało siedmiu naukowców o różnych specjalizacjach, zatrudnionych w kompleksie muzeów i ośrodków badawczych Smithsonian Institution z Waszyngtonu. W raporcie podsumowującym winiki ich dociekań, George Zug z Narodowe Muzeum Historii Naturalnej w Waszyngtonie stwierdził, że badacze nie byli w stanie zidentyfikować obiektu, ale wygląda on na ożywiony.

## Znane gatunki?

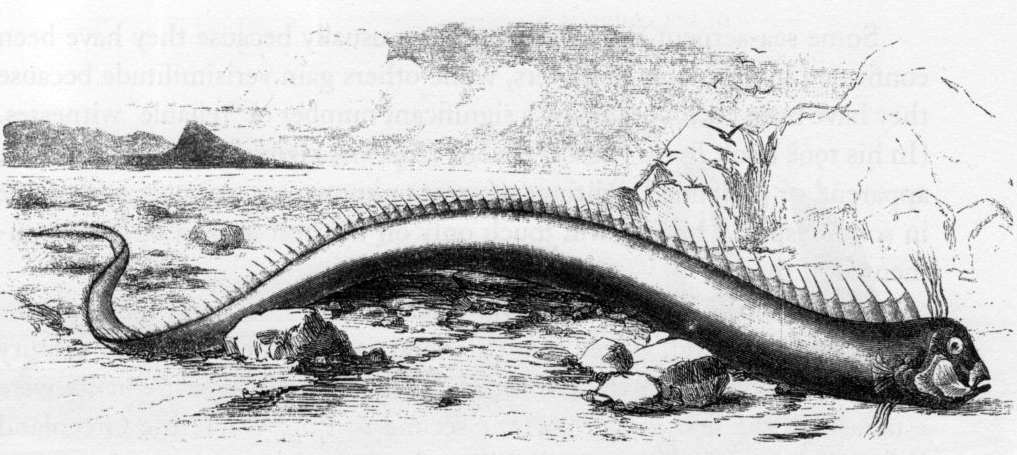
Ryba z rodziny Regalecidae, wyrzucona na plażę na Bermudach w 1860. Miała 4 metry długości i została początkowo opisana jako wąż morski

Sceptycy kwestionują autentyczność relacji ze spotkań z wężami morskimi. Wielu z nich jest zdania, iż rzekomi świadkowie widzieli znane nauce gatunki zwierząt, takie jak wstęgor królewski, walenie (wieloryby i delfiny), znane zoologom niewielkie węże morskie, węgorze, rekiny długoszpary, wieloryby fiszbinowce, ryby z rodziny Regalecidae, duże płetwonogie, czy jedynie wodorosty, unoszące się po powierzchni wody pnie drzew, stada ptaków lub też wielkie kałamarnice.
Pomimo tego, że większość kryptozoologów uznaje część relacji za obserwacje znanych zwierząt, wskazują oni na to, że wiele z opisów nie przypomina żadnych z uznawanych przez zoologię zwierząt. Sceptycy przypominają jednak, że wyobraźnia ludzka potrafi wyolbrzymiać nawet najzwyklejsze zjawiska do niesamowitych rozmiarów.

## Klasyfikacje
Zwolennicy istnienia węży morskich wskazują na różnorodność opisów rzekomych zwierząt. To, co dla ich przeciwników jest dowodem na nieprawdziwość tych opowieści, dla kryptozoologów jest dowodem istnienia co najmniej kilku gatunków wielkich nieznanych morskich stworzeń. Powstało kilka klasyfikacji węży morskich i zwierząt im podobnych, opartych na relacjach rzekomych świadków.

### Anthonid Cornelis Oudemans
Holenderski biolog Anthonid Cornelis Oudemans w 1893 opublikował pierwszą w historii pracę naukową poświęconą wężom morskim – The great sea serpent (Wielki wąż morski). Opisał on w tej publikacji zwierzę, któremu nadał łacińską nazwę Megophias megophias. Według Oudemansa stworzenie to miało długą szyję i ogon oraz cztery płetwowate odnóża. Tylko samiec miał na grzbiecie swoistą grzywę. Naukowiec stwierdził, że gatunek ten zamieszkuje niemal wszystkie morza świata. Wielu kryptozoologów zwróciło jednak uwagę na to, że Oudemans połączył wiele obserwacji różnorakich stworzeń, tworząc wizerunek zwierzęcia złożony z relacji ze spotkań z różnymi gatunkami zwierząt.

### Bernard Heuvelmans
W opublikowanej w 1961 książce Bernarda Heuvelmansa In the Wake of the Sea Serpents, zawierającej opisy 587 relacji z rzekomych spotkań z wężami morskimi (z czego 358 zostało uznane za obserwacje nieznanych nauce zwierząt), autor wspomina o najbardziej znanej próbie stworzenia typologii tych stworzeń. Została ona podjęta przez niego jeszcze w 1954. Heuvelmans wymienia następujące stworzenia:
- Długoszyjec, Megalotaria longicallis – długi na ok. 20 metrów, posiadający wydłużoną szyję i krótki ogon, rodzaj lwa morskiego. Zwały tłuszczu jego ciała mogą przypominać niewielkie garby. Heuvelmans wymienia 82 obserwacje tego hipotetycznego zwierzęcia, z czego 48 pewnych. Długoszyjec ma małą głowę, podobną do psiej lub foczej w młodym wieku, później przypomina bardziej końską, wielbłądzią lub żyrafią. Posiada także bardzo małe oczy i często dziwne narośla na nozdrzach. Jego cztery odnóża są płetwowate, podobne do foczych.
- Koń morski Olausa Magnusa, Halshippus olai-magni – wydłużone zwierzę spokrewnione z fokami, którego głowa bardzo przypomina końską. Posiada również rodzaj grzywy i bardzo duże oczy oraz szeroki pysk. Długie na 10-20 metrów. Wymienianych jest 71 obserwacji tego stworzenia, z czego 37 pewnych.
- Wielogarbiec, Plurigibbosus novae-angliae – być może spokrewniony z waleniami, posiadający na grzbiecie szereg garbów. Czasem tuż za średniej długości szyją pojawia się także płetwa (Heuvelmans twierdził, iż może zależeć to od dymorfizmu płciowego). Ogon wyposażony w poziomą płetwę jak u wielorybów. Długość ciała to 20-30 metrów. 59 obserwacji, z czego 33 pewne.
- Superwydra, Hyperhydra egedei – morska wydra ogromnych rozmiarów. Posiadająca bardzo elastyczne, wydłużone ciało. Długa na ok. 19,5-30 metrów. 28 obserwacji, z czego 13 pewnych.
- Wielopłetwiec, Cetiscolopendra aelani – dziwaczne zwierzę o wydłużonym ciele, wyposażonym w szereg wyrostków przypominających płetwy. Dodatkowo zdaje się posiadać ciało podzielone na segmenty i pancerz lub płytkowate łuski. Ma także krótką szyję, szeroki pysk i nozdrza pokryte sierścią. Porusza się wyginając ciało w pionie. Długie na 9-30 metrów, średnio ma 20-21 metrów długości. 26 obserwacji, z czego 20 pewnych.
- Superwęgorz – kilka gatunków ryb: węgorzy, minogów lub nawet rekinów. Wydłużone ciało sprawia wrażenie długiej szyi z małą głową na końcu. Długość 10-30 metrów. 23 obserwacje, z czego 12 pewnych.
- Morski krokodyl – gigantyczny krokodyl lub inny rodzaj gada. Wyposażony w wydłużony pysk z zębami oraz długi i silny ogon. Porusza się wyginając ciało w płaszczyźnie poziomej, podobnie jak inne morskie gady. Długość 15-20 metrów. 9 obserwacji, 4 pewne.
- Żółty brzuch – wielkie zwierzę o kształcie ogromnej kijanki. Ciało wydłużone i spłaszczone z silnym ogonem i szerokim pyskiem. Ubarwienie jaskrawe (żółte), z czarnymi pionowymi pasami na bokach i grzbiecie. Długość 20-30 metrów. 9 obserwacji, 3 pewne.
- Ojciec wszystkich żółwi – wielkich rozmiarów żółw morski. 4 relacje, wszystkie słabo udokumentowane.
- Wielkie bezkręgowce – kategoria dodana do klasyfikacji Heuvelmansa przez innych kryptozoologów[23][24].

### Loren Coleman i Patrick Huyghe

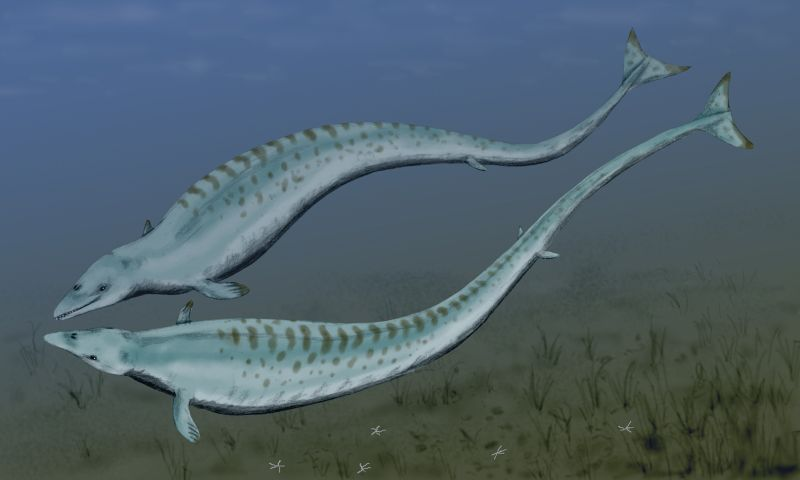
Według kryptozoologów L. Colemana i P. Huyghe’a, „klasyczny” wąż morski przypomina wymarłego kopalnego walenia – bazylozaura

Klasyfikacja węży morskich i potworów z jezior opracowana przez kryptozoologów Lorena Colemana i Patricka Huyghe’a w 2003 w książce The Field Guide to Lake Monsters, Sea Serpents, and Other Mystery Denizens of the Deep. Częściowo pokrywa się ona z typologią przedstawioną przez Heuvelmansa:
- Klasyczny wąż morski – czworonożne, wydłużone zwierzę. Gdy płynie, jego grzbiet wygina się, tworząc „garby”. Według autorów, najbardziej przypomina wymarłego walenia kopalnego, bazylozaura.
- Koń morski – spokrewniony z fokami. Tylko samce mają grzywy, ale zdaniem Colemana i Huyghe’a, samice wyposażone są w wyrostek zakończony nozdrzami. Widywane w wodach słonych i słodkich.
- Tajemniczy waleń – kategoria obejmująca nieznane nauce gatunki waleni: wielorybów o podwójnych płetwach grzbietowych, kaszalotów, delfinów itd.
- Wielki rekin – megalodon, gigantyczny rekin uważany za gatunek wymarły.
- Tajemnicza manta – manta z niespotykanym wzorem na grzbiecie.
- Wielki morski parecznik – podobny do wielopłetwca Heuvelmansa.
- Tajemniczy gad – podobny do krokodyla morskiego Heuvelmansa.
- Żółw-kryptyda – podobny do ojca wszystkich żółwi Heuvelmansa.
- Tajemnicza syrena – najprawdopodobniej ocalałe egzemplarze krowy morskiej Stellera.
- Wielka ośmiornica, Octopus giganteus lub Otoctopus giganteus – dużych rozmiarów ośmiornica, zamieszkująca tropikalną część Atlantyku[23].

### Bruce Champagne
Klasyfikacja opublikowana przez Bruce’a Champagne’a w magazynie Strangeark:
- 1A Długoszyjec: lew morski długi na 10 metrów, z długą szyją i ogonem. Szyja jest tej samej grubości lub cieńsza niż głowa. Owłosiony, zdolny do poruszania się po lądzie. Występuje w różnych częściach świata.
- 1B Długoszyjec: zbliżony do poprzedniego typu, ale długi na ponad 16 metrów i mocniej zbudowany. Szyja cieńsza od głowy. Zamieszkuje wody wokół Wielkiej Brytanii i Danii.
- 2A Węgorzopodobny – długi na 6-10 metrów opancerzony gad. Ma małą kanciastą głowę z wystającymi kłami. Zamieszkuje północny Atlantyk.
- 2B Węgorzopodobny – długi na 7,5-10 metrów wal dziobogłowy, wyposażony w grzebień na grzbiecie. Zamieszkiwał Atlantyk i Pacyfik, być może wymarły.
- 2C Węgorzopodobny – gad długości 20-21 metrów, pozbawiony kończyn. Ma bardzo dużą głowę z wystającymi pokaźnymi zębami. Zamieszkiwał Atlantyk, Pacyfik, Morze Południowochińskie. Obecnie prawdopodobnie wymarły.
- 3 Wielogarbiec – długi na 9-20 metrów, prawdopodobnie gad lub ssak z grzebieniem na grzbiecie. Głowa bardzo przypomina wielbłądzią. Bardzo podobny do słynnej Caddy.
- 4A Szeroka płetwa – wal mierzący 9-21 metrów długości. Ma bardzo małą głowę i bardzo dużą płetwę grzbietową. Spotykany był tylko w północno-zachodnim Atlantyku. Być może wymarły.
- 4B Szeroka płetwa – wydłużone zwierzę, mierzące 4-26 metrów długości. Ssak lub gad o długiej szyi i głowie przypominającej żółwią, posiadający także długą płetwę grzbietową. Występuje w różnych częściach świata.
- 5 Karapaksowy – duże zwierzę podobne do żółwia, być może ssak, długości 3-13,5 metra. Posiada grzebień na grzbiecie lub rodzaj tłustego owłosienia. Występuje w różnych częściach świata.
- 6 Gad – wielki krokodyl lub zwierzę go przypominające. Jego długość dochodzi do 19,5 metra. Rzekomo widywany w północnym Atlantyku i Morzu Śródziemnym.
- 7 Segmentowy/Mający wiele członków – wydłużone stworzenie o cechach ssaczych. Jego ciało (długości do 20 metrów) sprawia wrażenia podzielonego na segmenty, wyposażone jest w wiele płetw. Rzekomo spotykany w zachodnim Atlantyku, Oceanie Indyjskim i Pacyfiku[25] .

Wąż morski widnieje w herbie norweskiej gminy Seljord